# Chintagumnahalli, Bangarapet
Chintagumnahalli là một làng thuộc tehsil Bangarapet, huyện Kolar, bang Karnataka, Ấn Độ.